# نصف دولار فيرمونت بمناسبة الذكرى المائة والخمسين
نصف دولار فيرمونت بمناسبة الذكرى المائة والخمسين، والذي يُطلق عليه أحيانًا اسم نصف دولار بينينجتون-فيرمونت أو نصف دولار معركة بينينجتون بمناسبة الذكرى المائة والخمسين، هو قطعة تذكارية بقيمة خمسين سنتًا سُك بواسطة مكتب دار سك العملة الأمريكي في عام 1927. صُممت العملة المعدنية من قِبل تشارلز كيك، وعلى وجهها الأمامي يُصور زعيم ولاية فيرمونت المبكرة إيرا ألين، شقيق إيثان ألين.
قدم السيناتور فرانك جرين من ولاية فيرمونت في 9 يناير 1925، مشروع قانون لإصدار عملات تذكارية بمناسبة الذكرى السنوية المائة والخمسين لإعلان ولاية فيرمونت استقلالها الكامل في عام 1777 والانتصار الأمريكي في معركة بينينجتون في نفس العام. أُقر مشروع القانون في مجلس الشيوخ دون صعوبة، ولكن في مجلس النواب واجه مجموعة من المشاكل. أرسل وزير الخزانة أندرو دبليو ميلون رسالة تعارض مشروع القانون وأرسل ثلاثة مسؤولين من وزارة الخزانة للإدلاء بشهادتهم ضده، بحجة أن الجمهور كان في حالة ارتباك مع دخول إصدارات العُملات المعدنية الخاصة إلى التداول. لم يلق قرار اللجنة بعدم إصدار المزيد من العملات التذكارية ــ بعد هذه العملة ــ إعجاب مجلس النواب بأكمله، أضاف نصف دولارين آخرين إلى التشريع للاحتفال بالذكرى السنوية الأخرى. وافق مجلس الشيوخ على التغييرات، ووقع الرئيس كالفين كوليدج على قانون الترخيص في 24 فبراير/شباط 1925.
كانت معركة طويلة حول التصميم بين لجنة الفنون الجميلة ولجنة فيرمونت المسؤولة عن تنظيم إصدار العُملة، نتيجة لذلك غادرت المصممة الأصلية، شيري فراي، المشروع، وحل محلها كيك. على الرغم من أن التصميم العكسي النهائي لتمثال القط نال رضا لجنة الفنون الجميلة، إلا أنه تعرض لانتقادات شديدة من قِبل الكتاب اللاحقين. لم تُباع العملات المعدنية، بل أُرجعت أكثر من ربع الإصدار للاسترداد والصهر. تُباع العملات المعدنية اليوم بما لا يقل عن مئات الدولارات، وذلك حسب حالتها.

## خلفية
في الأيام التي سبقت الحرب الثورية الأمريكية، كانت ملكية ما يُعرف الآن بولاية فيرمونت غير مؤكدة. ادعت ولاية نيو هامبشاير ذلك، واعتبرت حدودها الغربية 20 ميل (32 كـم) شرق نهر هدسون؛ اعتقدت مستعمرة نيويورك أنها تمتلك الأراضي الواقعة شمال ماساتشوستس شرق نهر كونيتيكت. مَنحت السلطات البريطانية الأرض لنيويورك في عام 1764، شعر المستوطنين بتقارب أكبر مع نيو هامبشاير، التي حصلوا منها على منح الأراضي. عندما أصدرت نيويورك منحًا لنفس العقارات، نشأ صراع بين المجموعتين من المستوطنين، نظم أولئك الذين حصلوا على اللقب من نيو هامبشاير، جماعة Green Mountain Boys، وهي ميليشيا محلية. في البداية، ركز الأولاد على صد المستوطنين غير المرغوب فيهم من نيويورك، وبعد بدء الحرب في عام 1775، وجهوا انتباههم إلى البريطانيين.
وُلِد الأخوان إيرا وإيثان ألين في ولاية كونيتيكت، وكانا زعيمين لجماعة Green Mountain Boys. قاد إيثان ألين غارة غير مدروسة على مونتريال في عام 1775، وقُبض عليه، قضى بقية الحرب الثورية أسيرًا لدى البريطانيين. كان إيرا ألين، بالإضافة إلى كونه قائدًا عسكريًا، عضوًا في المؤتمر الذي أعلن استقلال فيرمونت في يناير/كانون الثاني 1777. ألين لاعباً رئيسياً في السياسة في فيرمونت في سنوات الحرب الثورية، خدم كأمين صندوق الولاية، وصمم الختم العظيم، وفي ثمانينيات القرن الثامن عشر مسح العديد من المدن، ثلاث منها سميت باسمه: إيرا، إيراسبورغ، وألبور فيرمونت، الأخيرة على الأرجح شكل مختصر من "ألينبورج". في عام 1791، وهو العام الذي قُبل فيه فيرمونت في الاتحاد، كان المؤسس الرئيسي لجامعة فيرمونت، أول جامعة في ما يعرف الآن بالولايات المتحدة تتبنى سياسة عدم التمييز الديني. بدأت بعد ذلك أحواله تتدهور: فذهب إلى فرنسا في عام 1796 لشراء أسلحة لميليشيا الدولة، لكن البريطانيين استولوا على سفينته وحمولته. وعندما عاد إلى فيرمونت، وجد أن أرضه صودرت لدفع الضرائب، ووضع في السجن في بيرلينجتون بسبب الديون. هرب إلى فيلادلفيا، كان يأمل في تغيير أحواله لكنه لم يتمكن من ذلك؛ وتوفي هناك فقيرًا في عام 1814.
تقدم الجنرال البريطاني جون بورغوين في عام 1777 جنوبًا من كندا، على أمل تقسيم المستعمرات من خلال الاستيلاء على وادي هدسون في ما يسمى بحملة ساراتوجا. بسبب نقص الإمدادات، سمع عن مستودع أمريكي غير محمي بشكل جيد في ما يعرف الآن ببينينجتون، فيرمونت، وأرسل جزءًا من قواته لتأمينه. انضم إلى سكان فيرمونت نحو 1500 من رجال الميليشيات من نيو هامبشاير، وفي 16 أغسطس/آب 1777، وقعت معركة بينينجتون. قُتل نحو 200 من القوات البريطانية وأُسر 700 آخرون؛ ولم يُقتل سوى 40 أميركيًا. بسبب الخسائر والفشل في الحصول على الإمدادات، هُزم بورغوين في معركة ساراتوجا في ولاية نيويورك في أكتوبر/تشرين الأول من ذلك العام، وهو نصر أمريكي اعتبره المؤرخ إدموند مورغان "نقطة تحول عظيمة في الحرب، لأنه فاز للأمريكيين بالمساعدة الأجنبية [من فرنسا] والتي كانت العنصر الأخير اللازم لتحقيق النصر".

## تشريع
قُدم مشروع قانون لإصدار قطعة نقدية فضية بقيمة خمسين سنتًا وقطعة نقدية ذهبية بقيمة دولار واحد احتفالًا بالذكرى المائة والخمسين لمعركة بينينجتون واستقلال ولاية فيرمونت إلى مجلس الشيوخ من قِبل فرانك جرين من تلك الولاية في 9 يناير/كانون الثاني 1925. لم يكن غرين دائمًا مؤيدًا للعملات التذكارية: فعندما نوقش مشروع نصف دولار الذكرى المئوية لمبدأ مونرو عام 1922، علّق قائلًا: "السؤال هو ما إذا كانت حكومة الولايات المتحدة ستستمر من عام لآخر في إخضاع عملاتها لهذا العبث." أُحيل مشروع قانونه إلى لجنة المصارف والعملات. وفي 20 يناير/كانون الثاني، قَدم جرين، أحد أعضاء تلك اللجنة، مشروع القانون إلى مجلس الشيوخ، مصحوبًا بتعديل وتوصية بإقراره. حَذف التعديل القطعة النقدية المقترحة من فئة الدولار الواحد وزاد من سك نصف الدولار من 20 ألفًا إلى 40 ألفًا. في الرابع والعشرين من يناير/كانون الثاني، تقدم جورج إتش موسى من نيو هامبشاير، نيابة عن جرين، بطلب إلى مجلس الشيوخ للنظر في مشروع القانون، وأقره المجلس دون معارضة.
تلقى مجلس النواب مشروع القانون الذي أقره مجلس الشيوخ، أُحيل بعد ذلك إلى لجنة العملات، الأوزان، والمقاييس، عَقدت جلسات استماع في 30 يناير/كانون الثاني، برئاسة النائب عن ولاية إنديانا ألبرت إتش فيستال. قَدم إلى السجل رسالة من وزير الخزانة أندرو دبليو ميلون، يعارض فيها هذا الإجراء. أشار ميلون إلى أن العديد من الإصدارات التذكارية لم تُباع، مما أدى إلى ترك العملات المعدنية في دار سك العملة أو إعادتها للصهر. شعر ميلون أن الجمهور كان في حالة ارتباك مع دخول الفائض من التذكارات إلى التداول. أرسلت وزارة الخزانة ثلاثة مسؤولين، مدير دار سك العملة روبرت جيه جرانت، المدير المساعد ماري إم أوريلي، وجارارد بي وينستون، مساعد وكيل وزارة الخزانة. وتحدث أوريلي، الذي عمل في وزارة الخزانة لفترة أطول من الاثنين الآخرين، إلى اللجنة، محذراً من وجود ستة مشاريع قوانين نقدية أمام الكونغرس، وأن دار سك العملة سكّت تسعة مشاريع تذكارية في السنوات الخمس الماضية. أجابت على أسئلة أعضاء الكونغرس في اللجنة.
ألقى ممثل ولاية فيرمونت فريدريك جي. فليتوود كلمة أمام اللجنة. أشار أوريلي إلى أنه طُلب العملات المعدنية للاحتفالات المحلية، وشدد فليتوود على أهمية الأحداث التي يُحتفل بها في التأريخ الأمريكي. وأيد فيستال وآخرون حظر قيام اللجنة بإقرار المزيد من أوراق العملة التذكارية، لكنهم أرادوا تمرير مشروع قانون فيرمونت. من ناحية أخرى، وأشار روبرت م. ليتش من ولاية ماساتشوستس، فإن الرئيس كالفين كوليدج كان من سكان فيرمونت بالولادة. وكان مسؤولو الخزانة على استعداد لدعم سك ميدالية بدلاً من عملة معدنية، ولكن كما أشار مورتون دي هال من إلينوي، فإن البائعين فضلوا عملة معدنية يمكن إنفاقها إذا كان هناك فائض غير مباع، على ميدالية لا يمكن إنفاقها. كان موقف ليتش من الموافقة على إصدار المزيد من العملات التذكارية نموذجيًا: "أعتقد أننا كنا نسير بسرعة كبيرة، وأعتقد أنه يجب علينا التوقف عن ذلك في وقت ما، لكنني لا أرغب في التوقف عن إصدار هذه العملات التذكارية هذا الصباح." أصدرت فيستال تقريرًا في اليوم نفسه، جاء فيه أن اللجنة تُعارض إصدار المزيد من العُملات التذكارية، ولكن إصدار بينينجتون يجب أن يُمرر نظرًا للأهمية الوطنية لأحداث عام 1777، ولأن إصدار 40,000 عُملة كان صغيرًا نسبيًا.
وصل مشروع القانون إلى مجلس النواب في 16 فبراير/شباط. بمجرد قراءة مشروع القانون، ضغط ممثل ولاية كاليفورنيا جون إي. راكر لإقرار تعديل ينص على تخصيص نصف دولار من عملة كاليفورنيا بمناسبة اليوبيل الماسي. أوضح أن السيناتور صموئيل شورتريدج حصل على مشروع قانون من خلال مجلس الشيوخ كان مطابقًا تقريبًا لتعديله، وأن "السيناتور حريص للغاية على إقراره". طلب فيستال أن يُسمع صوته في معارضة التعديل، مشيرًا إلى أن لجنته، بعد التوصية بمشروع قانون بينينجتون، قررت عدم الترويج لمزيد من الفواتير المعدنية. وأضاف أنه بسبب هذا، وافق ممثل واشنطن ألبرت جونسون على سحب مشروع قانونه لإقامة احتفالية تذكارية بمناسبة الذكرى المئوية لفورت فانكوفر في ولايته. تساءل زعيم الأقلية، النائب الديمقراطي فينيس جيه جاريت من ولاية تينيسي، عن سبب عدم قيام اللجنة بتحديد القاعدة قبل النظر في مشروع قانون بينينجتون، واعترف فيستال بأن الإجابة على هذا السؤال كانت صعبة. صوت مجلس النواب، واضيف التعديل الخاص بولاية كاليفورنيا. ولكن النائب جونسون، وسط تصفيق زملائه، تقدم بتعديل آخر، لإضافة عبارة "وفانكوفر، واشنطن" (أي ولاية واشنطن) أُقر التعديل، كما أُقر مشروع القانون. أدرك جونسون أن مثل هذا التعديل البسيط لا يؤدي إلى إصدار عملة معدنية، فعاد إلى مجلس النواب بعد ذلك بفترة وجيزة، طالباً إعادة النظر في مشروع القانون، حتى يتمكن من صياغة تعديله بنفس الصياغة المستخدمة في العملتين الأخريين. وبمجرد إعادة النظر في مشروع القانون، أضاف جونسون تعديله، لكن فيستال اقترح إعادة مشروع القانون إلى لجنته. فشل اقتراحه، بأغلبية 24 صوتًا مؤيدًا مقابل 67 صوتًا معارضًا. تبع ذلك مشاحنات إجرائية مطولة حول ما إذا كان يمكن الاعتراض على هذا التصويت بسبب عدم اكتمال النصاب القانوني. وبمجرد حل هذه المشكلة، أقر مجلس النواب مشروع القانون مرة أخرى. رجع مشروع القانون إلى مجلس الشيوخ في اليوم التالي. قدم تشارلز كورتيس من كانساس اقتراحًا نيابة عن جرين بأن يوافق مجلس الشيوخ على تعديلات مجلس النواب، وأُقر مشروع القانون، الذي يجيز العملات الثلاث، بتوقيع كوليدج في 24 فبراير/شباط 1925. يذكر أنتوني سوياتيك ووالتر برين، في كتابهما الصادر عام 1988 عن الاحتفالات التذكارية، أن مشروع القانون ربما لم يكن ليُقر في الكونغرس لو لم يكن معروفًا باهتمام كوليدج باحتفالات بينينجتون.

## تحضير

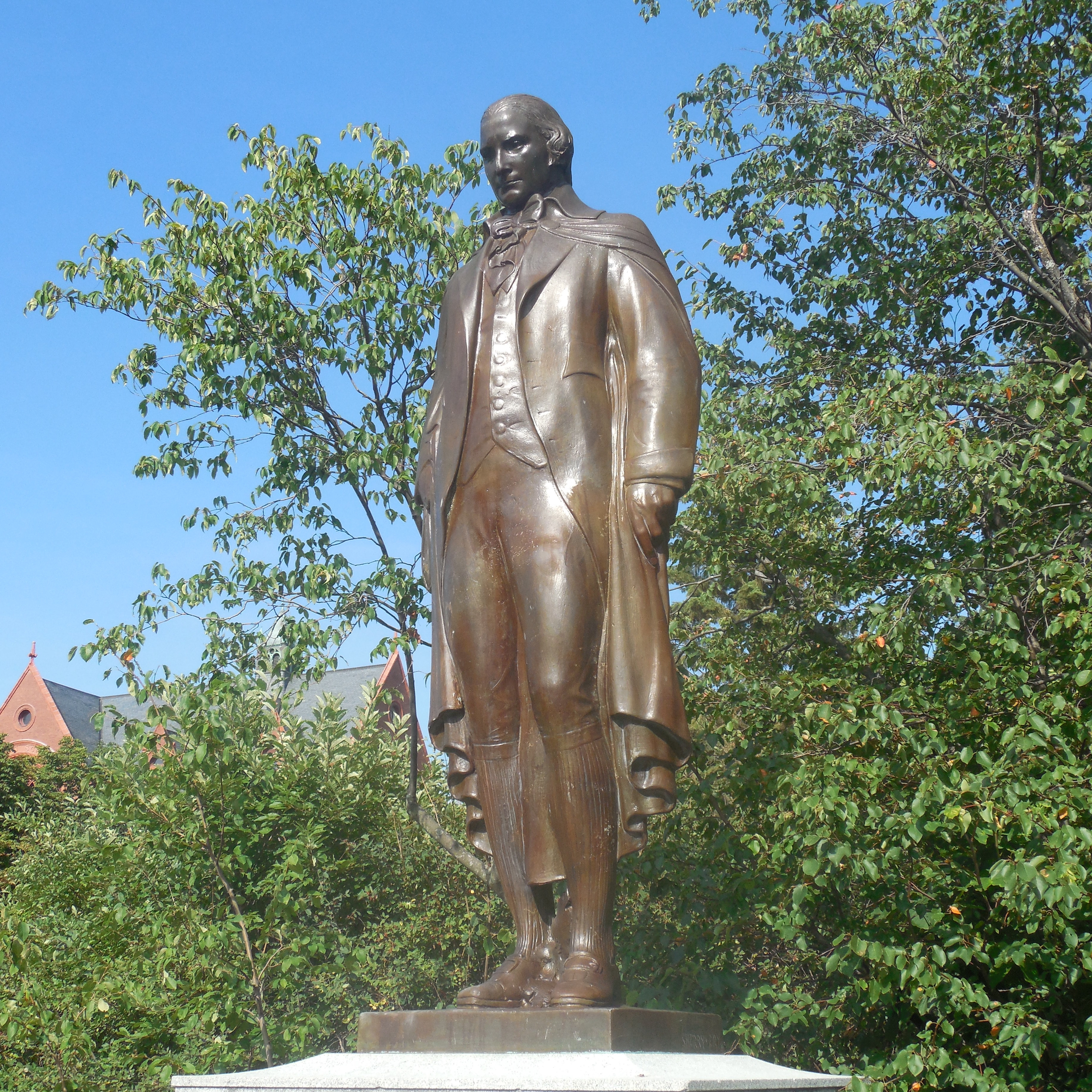
تمثال إيرا ألين للفنان شيري فراي (1921)

بعد الموافقة على التشريع، تحركت لجنة فيرمونت للاحتفال بالذكرى المائة والخمسين على تأسيسها بسرعة لتأمين التصاميم التي ستُستخدم مقابل نصف الدولار. قرر الأعضاء أن تظهر العملة المعدنية صورة إيرا ألين على الوجه الأمامي، ونصب معركة بينينجتون على الوجه الخلفي. وكلفوا شيري فراي، التي أنشأت تمثالًا لألين لجامعة فيرمونت، بتصميم العملة. في الأول من يوليو/تموز عام 1925، كتب فراي إلى تشارلز مور، رئيس لجنة الفنون الجميلة (المكلف بموجب أمر تنفيذي صادر عام 1921 من الرئيس وارن جي. هاردينج بتقديم آراء استشارية بشأن الأعمال الفنية العامة، بما في ذلك العملات المعدنية)، وأبلغه أن النماذج ستكون جاهزة في غضون أسبوع تقريبًا.
عاين لويس آيرز، أحد أعضاء لجنة الفنون الجميلة، وجيمس إيرل فريزر، أحد الأعضاء السابقين، النماذج قبل إرسالها، ولم يوافقوا عليها. كتب آيرز إلى مور في 15 يوليو/تموز، موضحًا أن التصميمات كانت متوسطة، لكن ذلك لم يكن خطأ فراي بالكامل، حيث أملت لجنة الذكرى المائة والخمسين التصميمات. كتب مور إلى مدير دار سك العملة جرانت في اليوم الثامن عشر، مشيرًا إلى المشكلة، ونقل اقتراحًا من آيرز، بأن يوافق على الرسومات من قِبل دار سك العملة قبل أن يقضي الفنان الوقت والجهد في صنع نماذج الجبس، وأن يُسمح لفراي بعمل تصميمات من اختياره. على الرغم من ذلك، قدم فراي رسميًا صورًا لعارضاته في 9 أغسطس/آب. وبمجرد أن تأكدت دار سك العملة من أن فراي لديه السلطة للتصرف، أرسلها أوريلي إلى لجنة الفنون الجميلة للحصول على حكمها. وفي الخامس من سبتمبر/أيلول، رد مور رافضاً النماذج لعدة أسباب. وشككت لجنة الفنون الجميلة في اختيار ألين، ولم تعجبها الحروف، اعترضت على الخطأ الإملائي في كتابة اسم بينينجتون "بينينجتون"، وأخطأت في اعتبار النصب التذكاري هو النصب الذي أقيم لمعركة بحيرة شامبلين، وبالتالي شعرت أن هناك مشكلة تتعلق بالأهمية. في الحادي عشر من سبتمبر/أيلول، كتب رئيس لجنة الذكرى المائة والخمسين، جون سبارجو، إلى جرانت، مشيراً إلى الخطأ ومدافعاً بقوة عن خيارات ألين والنصب التذكاري. كتب مرة أخرى في اليوم الخامس عشر، هذه المرة مباشرة إلى مور، "لقد مست مهمتك كبرياء سكان فيرمونت هناك، بيد خشنة إلى حد ما."
كتب مور إلى سبارجو في 18 سبتمبر/أيلول، موضحًا أن لجنته وافقت على رأس ألين، لكنها غير راضية عن الحروف. ذكر سبارجو أن الرئيس كوليدج كان يحب نصب بينينجتون التذكاري، وذكر مور أن لجنة الفنون الجميلة كانت حريصة على الحصول على عملة معدنية مناسبة لمكان ميلاد الرئيس؛ وكتب أن فراي لديه الموهبة لتصميم عملة معدنية جميلة، لكنه لم يفعل ذلك. وفي اليوم التالي، رد سبارجو، على أمل أن يُحل النزاع قريبًا. ذكر أن لجنة الذكرى المائة والخمسين شعرت أن التصميمات الأخرى غير النصب التذكاري لن تكون مناسبة؛ على سبيل المثال، فإن استخدام Green Mountain Boy من شأنه أن يتطلب تشويه التأريخ والمخاطرة بتقليد Minuteman الذي شوهد على نصف دولار Lexington-Concord Sesquicentennial، الذي صدر في وقت سابق من عام 1925. أنه لم يكن راغبًا في الحصول على عملة معدنية ذات رأسين، لأن مثل هذا التصميم جنبًا إلى جنب مع تصوير ألين سيكون كذلك. اقترح سبارجو أن يُقدم مور اعتراضاته كتابة وأن يكون واضحًا قدر الإمكان لإقناع فراي بمواصلة المشروع، لأن النحات أراد الانسحاب منه. وعلى الرغم من الجهود التصالحية، رفض فراي الاستمرار، بعد فشل المفاوضات القصيرة مع ثيودور سبايسر سيمسون، عينت لجنة فيرمونت تشارلز كيك.

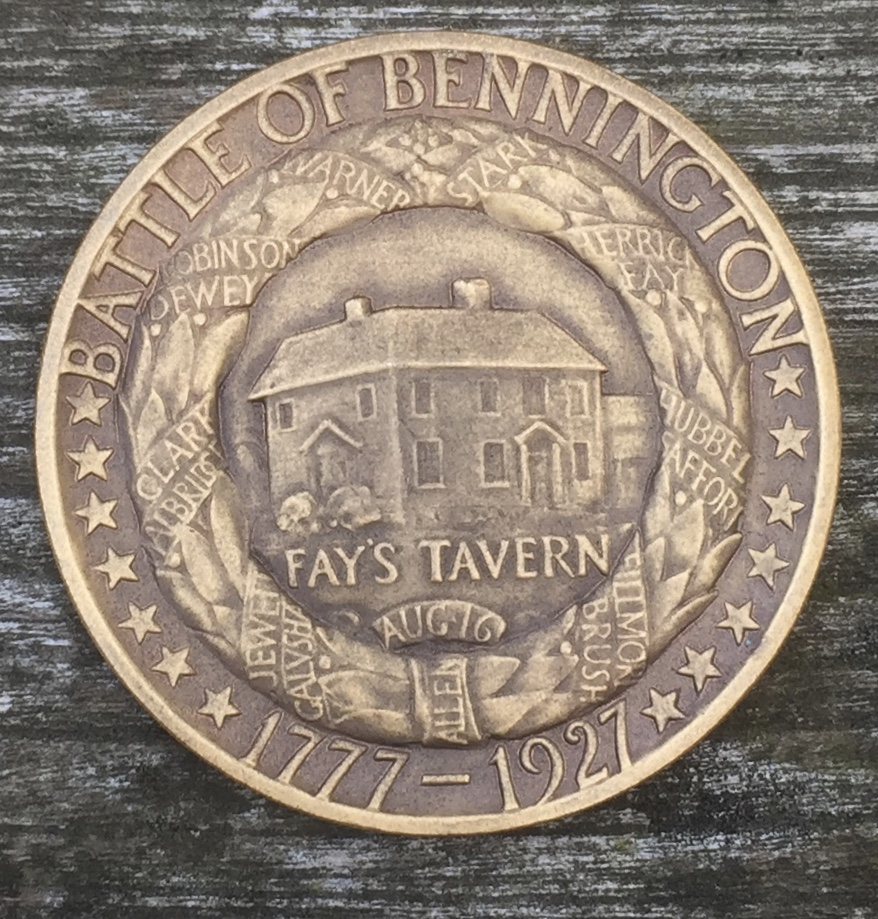
أعاد كيك استخدام تصميمه المرفوض لنصف الدولار على أحد جانبي الميدالية الرسمية.

لم ترسل النماذج الجديدة التي صممها كيك إلى لجنة الفنون الجميلة إلا في 24 مارس/أذار 1926. على الرغم من إعجاب اللجنة بصورة كيك لألين، إلا أنهم لم يعجبهم اختياره لحانة فاي على الوجه الآخر، كما لم يعجبهم أيضًا إحاطة المبنى بإكليل من الزهور. في الثاني من أبريل/نيسان، كتب مور إلى كيك، ينصحه بالتخلص من كليهما، ووضع في مكان المبنى تمثال صغير، من شأنه أن يصنع عملة معدنية يمكن الإعجاب بها. يشير الحيوان إلى حانة فاي، والتي كانت تُعرف أيضًا باسم حانة كاتاماونت، كانت المكان الذي التقى فيه فتيان الجبل الأخضر. أرسل كيك نسخة من الرسالة إلى سبارجو، الذي كتب إلى مور في اليوم الثاني عشر، مقترحًا أن لجنة الفنون الجميلة تجاوزت حدودها من خلال محاولة إملاء التصميم، ولكن لحل هذه المسألة، وافق على الحد الأدنى: "الحياة قصيرة جدًا بحيث لا يمكن قضاؤها في جدال عقيم مع لجنة الفنون الجميلة".
بحلول نهاية شهر أبريل/نيسان من عام 1926، أعد كيك ثلاثة نماذج، اثنان منها يحملان تمثال القطة والثالث يضم تذكارات الحرب الثورية. وافقت اللجنة في الثلاثين من الشهر على صورة قطة تمشي على الوجه الخلفي، وطلبت إزالة عبارة مؤسس فيرمونت واستبدالها بعبارة IRA ALLEN. اعترضت لجنة فيرمونت، وحُلت المسألة بإضافة الاسم. كان لا بد من إضافة عبارتي E PLURIBUS UNUM و IN GOD WE TRUST إلى الوجه الخلفي؛ ووعد كيك بإكمال العمل في غضون عدة أيام عندما كتب إلى جرانت في 24 مايو/أيار، مع تقديم الصور إلى السكرتير ميلون للموافقة النهائية. في يوليو/تموز، كتب سبارجو إلى جرانت، ينصحه بكيفية توزيع العملات المعدنية ووضع الترتيبات اللازمة لتأمين العملات الأولى التي ضُربت، لاستخدامها في العروض التقديمية. قلصت شركة ميداليك آرت في نيويورك نماذج الجبس التي صممها كيك إلى محاور بحجم العملات المعدنية والتي يمكن أن تُصنع منها قوالب بواسطة دار سك العملة في فيلادلفيا.

## تصميم
أحيانًا كانت لجنة الفنون الجميلة مهملة في الموافقة على نماذج العملات التذكارية، كما لو كانوا سئموا من الموضوع وأرادوا التخلص منه. وفي أحيان أخرى، كانوا مُملّين، أو "متوترين" كما يُقال اليوم، وكانوا مُصمّمين على جعل التصميم متوافقًا مع أفكارهم بغض النظر عمّا تريده اللجنة الراعية للعملة. عملة فيرمونت هي أحد الأمثلة الأخيرة. ولكن ماذا عن معركة بينينغتون؟ نعم، تُشير إلى ذلك وتُحدّد التاريخ، ولكن هل شاركت تماثيل كاتامونتس في المعركة؟
أرلي سلابو، العملات التذكارية للولايات المتحدة (1975)، ص 81
يتضمن الوجه الأمامي صورة مثالية لإيرا ألين، وهي مختلفة عن الصورة التي استخدمها فراي في تمثاله ونماذجه. يرتدي ألين شعرًا مستعارًا، يَظهر اسمه أسفل رأسه. تحيط بصورته الكلمات مؤسس ولاية فيرمونت والولايات المتحدة الأمريكية".
يَظهر على الوجه الآخر قطًا ضخمًا متجهًا نحو اليسار يمشي نحوه. ووضع الحرف على الحيوان تقريبًا، مع معركة بينينجتون، في الله نثق وتواريخ الذكرى السنوية أعلاه، E PLURIBUS UNUM ونصف دولار أدناه، أغسطس. 16 (تمثل تاريخ المعركة) أسفل رأسه، والأحرف الأولى من اسم المصمم، CK، بين مخلبه الخلفي ونهاية ذيله.
تعرض تصميم كيك لانتقادات واسعة، غالبًا بسبب صورة القطة- لخص سوياتيك وبرين العملة المعدنية بأنها "صورة مثالية لإيرا ألين يصعب التعرف عليها، مقترنة بقطة برية مثالية بنفس القدر. لا يمكننا الجزم بالنوع: أسد أمريكي؟ نمر؟ بوما؟" وصف ك. ديفيد باورز الوجه الآخر بأنه يحمل "حيوانًا كبيرًا يشبه القط من نوع غير مُحدد، لا علاقة له بتأريخ فيرمونت الذي يُحتفل به، ولكنه كان لغزًا لحانة كاتامونت [فاي]، وهي دقة فاتت كل من رآها تقريبًا". كتب مؤرخ الفن كورنيليوس فيرمول، في مجلده عن العملات والميداليات الأمريكية، أن عملة فيرمونت "أفسدتها كثرة الحروف على كلا الجانبين"... يبدو من غير الضروري أن نذكر على الوجه الآخر أن إيرا ألين "مؤسس ولاية فيرمونت".

## الإنتاج والتوزيع والتجميع
سُك ما مجموعه 40034 نصف دولار من عملة فيرمونت بمناسبة الذكرى المائة والخمسين على تأسيسها في دار سك العملة في فيلادلفيا خلال شهري يناير/كانون الثاني وفبراير/شباط من عام 1927، مع الاحتفاظ بالزيادة عن الرقم الدائري للفحص والاختبار في اجتماع لجنة التحليل السنوي لعام 1928. وزعت عن طريق البنوك المحلية، والتي كانت تفرض دولاراً واحداً على كل قطعة نقدية، وبيعت بشكل أساسي إلى سكان فيرمونت. نُسق التوزيع من قِبل جمعية بينينجتون التاريخية ونصب معركة بينينجتون في فيرمونت. تلقى أربعة بنوك في بينينجتون 2000 قطعة نقدية لكل منها للتوزيع، كما فعلت أربعة بنوك في روتلاند. في عام 1929، كانت مجموعة بينينجتون تبيع العملات المعدنية عن طريق البريد مقابل رسوم قدرها 1.25 دولارًا لكل عملة بالبريد المسجل و1 دولار لكل عملة لعشر عملات أو أكثر إذا دفع المشتري مقابل النقل عن طريق شركة توصيل سريعة.
لم تكن المبيعات قوية كما كان متوقعًا. في نوفمبر/تشرين الثاني 1928، كتب سبارجو إلى مدير دار سك العملة جرانت، يطلب معلومات حول كيفية إعادة عدة آلاف من العملات المعدنية، وبحلول عام 1934، أُرجع ما مجموعه 11892 قطعة إلى دار سك العملة للاسترداد والصهر. ذهبت الأرباح من العملة إلى صندوق فيرمونت التاريخي، واستخدمت لصالح المتاحف والمجتمعات التاريخية في الولاية، بما في ذلك متحف بينينجتون. أشار سوياتيك وبرين، في إشارة إلى الفضائح التي تورطت فيها عملات تذكارية أخرى، إلى أن "هذا دليل على شيء أو آخر في فيرمونت أنه لم تكن هناك أدنى ذرة من الشك في أي وقت بشأن أي شيء مرتبط بتوزيع العملات المعدنية".
بحلول عام 1935، كانت العملات المعدنية، في حالة غير متداولة، بيعت بحوالي 2 دولا ، ارتفع السعر بمقدار خمسين سنتا خلال طفرة العملة التذكارية لعام 1936. تراجعت إلى مستوى 2 دولار بحلول عام 1940، وزادت بعد ذلك بشكل مطرد في القيمة، بلغت ذروتها عند 825 دولارا خلال طفرة العملة التذكارية الثانية في عام 1980. طبعة 2018 من آر إس يومانفي كتاب دليل عملات الولايات المتحدة, نشرت في 2017, يسرد عملة ما بين $250 و 7 750, اعتمادا على الحالة. بيعت عينة استثنائية في مزاد علني في عام 2014 مقابل 7344 دولارا.